# Azadeh Samadi
 (juillet 2023).

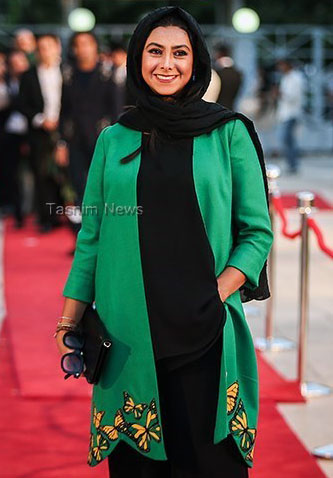
Azadeh Samadi, 24 July 2015

Azadeh Samadi (en persan : آزاده صمدی), née le 7 janvier 1979 à Lahijan, est une actrice iranienne du théâtre, et de la télévision. Elle est mariée à Houman Seyyedi, acteur et réalisateur iranien.

## Biographie
Après ses études de théâtre à l’Université Soureh, elle a suivi des cours chez son maître Parviz Parastui.
Ensuite, elle a joué dans une pièce de théâtre télévisée, Darya-Ravandegan (Ceux qui vont à la mer) de Mohammad Aghabetti avant d’être invitée à jouer dans la télésérie, Rahe Bipayan (Chemin sans fin) de Homayoun As’adian.
Les autres films dans lesquels a participé Azadeh Samadi sont un court métrage intitulé Sy-yo panj Metri Satah Ab, Dandan Abi (La dent d’eau) de son mari, Houman Seyyedi, et produit par le Centre de développement du cinéma documentaire et expérimental et Majid Ali Hosseyni, ainsi que Personne ne parle à personne d’Omid Bonakdar et Keyvan Ali –Mohammadi.

## Séries télévisées
- 2007 : Rahe Bipayan (Chemin sans fin) de Homayoun As’adian
- 2009 : Le Coffre-fort de Maziar Miri